# Обикновена маврициева палма
Обикновената маврициеа палма (Mauritia flexuosa) е вид растение от семейство Палмови (Arecaceae).

## Разпространение
Видът е разпространен в блатата в екваториалните части на Южна Америка.

## Описание
Представляват стройни дървета с височина до 35 m и големи листа, образуващи кръгла корона. Цъфти с жълтеникави цветове от декември до април. Плодовете са твърди орехи с месеста жълта кора.